# ارل براودر
ارل راسل براودر (Earl Russell Browder)‏ (۲۰ مه ۱۸۹۱–۲۷ ژوئن ۱۹۷۳)، سیاستمدار آمریکایی، فعال کمونیست و رهبر حزب کمونیست ایالات متحده (CPUSA) بود. براودر در جریان دههٔ ۱۹۳۰ و نیمه نخست دههٔ ۱۹۴۰ دبیر کُل حزب کمونیست ایالات متحده (CPUSA) بود.
براودر در جریان جنگ اول جهانی، به‌خاطر مخالفت با خدمت سربازی و جنگ، مدتی را در زندان فدرال زندانی بود. به‌محض رهایی از زندان، عضو فعال جنبش کمونیستی شد و به زودی به‌عنوان سازمان‌دهندهٔ اتحادیهٔ احزاب کمونیست بین‌المللی و اتحادیه‌های سرخ کارگری آن اتحادیه در چین و منطقهٔ اقیانوس آرام، به کار شروع کرد.
براودر در سال ۱۹۳۰ پس از حذف جناح سیاسی رقیب از سطح رهبری حزب، دبیرکل حزب CPUSA شد. پس از آن به مدت ۱۵ سال، براودر با تألیف ده‌ها رساله چاپی و کتاب، سخنرانی‌های زیادی برای مجموعهٔ بزرگ مردم و دو مرتبه رقابت برای ریاست‌جمهوری ایالات متحده، به یکی از شناخته شده‌ترین چهره مردمی وابسته با کمونیسم آمریکایی تبدیل شد. براودر در جریان دورهٔ رهبری خود، در فعالیت‌های جاسوسی اتحاد جماهیر شوروی در آمریکا شرکت کرد و آنانی را که اطلاعات حساس را به حزب انتقال می‌دادند، با سازمان جاسوسی اتحاد جماهیر شوروی معرفی کرد.
براودر به دنبال خشم عمومی نسبت به پیمان عدم تجاوز یا پیمان مولوتوف - ریبنتروپ، به تقلب در گذرنامه متهم شناخته شد. در اوایل سال ۱۹۴۰ به دو مورد اتهام مجرم شناخته شد و به چهار سال زندان محکوم به مجازات شد و برای یک مدتی الی زمان برگذاری دادگاه استینافی، آزاد ماند. دادگاه عالی ایالات متحده در بهار سال ۱۹۴۲ حکم مجازات براودر را مورد تأیید قرار داد و براودر دورهٔ ۱۴ ماههٔ زندان را در زندان فدرال آغاز کرد. براودر سپس در سال ۱۹۴۳ در یک اقدامی تحت عنوان بسوی اتحاد در زمان جنگ، از زندان رها شد.
براودر، طرفدار سرسخت همکاری ایالات متحده و اتحاد جماهیر شوروی در جریان جنگ دوم جهانی بود و ادامهٔ همکاری بین این دو قدرت نظامی را در سال‌های بعد از جنگ در سر می‌پرورانید. براودر در سال ۱۹۴۴ پس از درک نقش گستردهٔ کمونیست‌های آمریکایی به‌عنوان یک گروه ذی‌نفوذ سازمان‌یافته در داخل ائتلاف حاکم، دستور داد که حزب کمونیست آمریکایی به «انجمن سیاسی کمونیست» تغییر داده شود. اما پس از مرگ رئیس‌جمهور فرانکلین دی. روزولت، جنگ سرد و مک‌کارتیسم داخلی یا فعالیت‌های ضد کمونیستی در داخل آمریکا به سرعت پدیدار شد. براودر در اوایل سال ۱۹۴۶، از حزب کمونیست جدیدالتأسیس اخراج شد و اخراج وی تا حد زیادی به دلیل امتناع وی از اصلاح این دیدگاه‌ها به‌هدف انطباق با واقعیت‌های سیاسی در حال تغییر و مطالبات ایدئولوژیک وابسته با این دیدگاه‌ها، صورت گرفت.
براودر باقی عمر خود را در گمنامی نسبی در خانه‌اش در شهر یانکرز ایالت نیویورک و بعدها در شهر پینستون ایالت نیوجرسی سپری کرد و در سال ۱۹۷۳ در آنجا درگذشت. وی رسالات و کتاب‌های متعددی در رابطه با مسائل سیاسی نوشته بود.

## پیشینه
براودر، فرزند هشتم مارتا جانی (هانکینز) و ویلیام براودر آموزگار و کشاورز، در ۲۰ ماه مه سال ۱۸۹۱ در شهر ویچیتا ایالت کانزاس بدنیا آمد. پدرش طرفدار عوام‌گرایی یا پوپولیسم بود.

## حرفه

### سوسیالیست
براودر در سال ۱۹۰۷ در ۱۶ سالگی به حزب سوسیالیست ایالات متحده در شهر ویچیتا پیوست و الی انشعاب حزب در سال ۱۹۱۲، پس از خروج تعداد زیاد اعضای گروه طرفدار آرمان سندیکالیسم یا جنبش کارگری در نتیجهٔ درج مادهٔ ضد خراب‌کاری در اساسنامهٔ حزب و فراخوان ویلیام «بیگ بیل» هیوود، عضو کمیتهٔ کمیتهٔ ملی اجرائی، به فعالیت خود در این سازمان ادامه داد. تئودور دراپر، تاریخ‌نویس می‌نویسد که براودر تحت تأثیر یکی ازشاخه‌های جنبش سندیکالیسم قرار داشت که معتقد به کار در فدراسیون کارگران آمریکا (AFL) بود. در نتیجهٔ این گرایش ایدئولوژیک، براودر را با ویلیام ز. فاستر، مؤسس سازمان اتحادیه سندیکالیسم یا جنبش کارگری آمریکای شمالی که بر مبنای مشابه همان ایجاد شده بود، و جیمز پی. کانن، طرفدار سازمان کارگران صنعتی جهان آشنا شد.
براودر به شهر کانزاس سیتی رفت و به عنوان کارکن خدماتی به کار مشغول شد و وارد اتحادیهٔ صنفی خود یعنی اتحادیهٔ دفتر داران، تندنویسان و محاسبان (AFL) شد. در سال ۱۹۱۶ به عنوان مدیر انجمن تعاونی شهرستان جانسون در شهر اولیتا ایالت کانزاس، به کار شروع کرد.
براودر با تمام قوت با جنگ اول جهانی مخالفت ورزید و علناً علیه این جنگ اعتراض کرد و این جنگ را نزاع امپریالیستی توصیف کرد. پس از ورود ایالات متحده در جنگ در سال ۱۹۱۷، براودر بازداشت شد و مطابق قانون جاسوسی سال ۱۹۱۷، به تبانی در شکست کار پیش‌نویش قانون جنگ و عدم ثبت نام به خدمت سربازی، متهم شناخته شد. براودر به اتهام تبانی به دوسال زندان و به اتهام عدم نام‌نویسی به خدمت سربازی به یک سال زندان محکوم به مجازات شد و ازماه دسامبر سال ۱۹۱۷ تا ماه نوامبر سال ۱۹۱۸ در زندان ماند.

### کمونیست
براودر، کنن و همکاران آن‌ها در شهر کانزاس، یک روزنامهٔ رادیکال را تحت عنوان جهان کارگران بنیاد نهادند و براودر به عنوان نخستین سردبیر آن به خدمت شروع کرد. با این وجود، در ماه ژوئن همان سال براودر به اتهام تبانی در توطئه دوباره زندانی شد و کنن به عوض وی سردبیر روزنامه شد. دوران دوم زندانی شدن براودر که در زندان مرکزی لین‌ورت سپری شد تا ماه نوامبر سال ۱۹۲۰ ادامه داشت، وی را در یک مقطعه زمانی حساس همزمان با انشعاب جناح چپ حزب سوسیالیست از حزب سوسیالیست آمریکا و تشکیل حزب کمونیست آمریکا و حزب کارگران کمونیست آمریکا، از چرخهٔ فعالیت حزبی بدور ماند. پس از یک سلسله انشعابات و ادغامات، دو حزب کمونیست در سال ۱۹۲۱ با هم ادغام شدند.
براودر بالاخره از زندان رها شد و بدون اتلاف وقت به حزب کمونیست متحد (UCP) و به همین‌گونه اتحادیهٔ آموزشی اتحادیه‌های کارگری جدیدالتأسیس که توسط ویلیام زی. فاسترت، همکار سابقش راه‌اندازی شده بود، پویست. براودر به‌عنوان سردبیر ماهنامهٔ TUEL طلیعه دار کارگران، استخدام شد.
در سال ۱۹۲۰ اتحادیهٔ احزاب کمونیست جهان (سازمان جهانی احزاب کمونیست به سرپرستی شوروی سابق) تحت رهبری گریگوری زینوویف، تصمیم گرفت تا کنفدارسیون بین‌المللی اتحادیه‌های کارگری کنگره بین‌المللی سرخ اتحادیه‌های کارگری (RILU یا «پروفینترن») را تأسیس نماید. کنوانسیون تأسیس این اتحادیهٔ قرار بود در ماه ژوئیه سال ۱۹۲۱ در شهر مسکو برگزار شود و یک هیئت آمریکایی از جمله اعضای احزاب کمونیست آمریکا و سازمان کارگران صنعتی جهان، گرد هم آمدند. ارل براودر به این هیئت نمایندگی معرفی شد که از قرار معلوم نمایندهٔ معدن‌چیان ایالت کانزاس بود و فاستر شخص غیر وابسته به حزب به نمایندگی از سرویس خبری فیدریت، براودر را در این هیئت همرای می‌کرد.